# Symbrenthia illustrata
Symbrenthia illustrata är en fjärilsart som beskrevs av Hans Fruhstorfer 1912. Symbrenthia illustrata ingår i släktet Symbrenthia och familjen praktfjärilar. Inga underarter finns listade i Catalogue of Life.